# Cerecel
Cerecel (románul: Țărățel) falu Romániában, Erdélyben, Hunyad megyében.

## Fekvése
Brád közelében fekvő település.

## Története
Cerecel nevét 1439-ben Cherunicerfalva néven említette először oklevél.
1733-ban Czereczel, 1750-ben Czericzel, 1760–1762 között Szeretzel, 1805-ben Czeretzel, 1808-ban Czereczel, Wachsdorf, 1913-ban Cerecel néven írták.
A trianoni békeszerződés előtt Hunyad vármegye Brádi járásához tartozott.
1910-ben 1124 lakosából 175 magyar, 26 német, 913 román volt. Ebből 162 római katolikus, 27 görögkatolikus, 27 református, 892 görögkeleti ortodox volt.

## Források

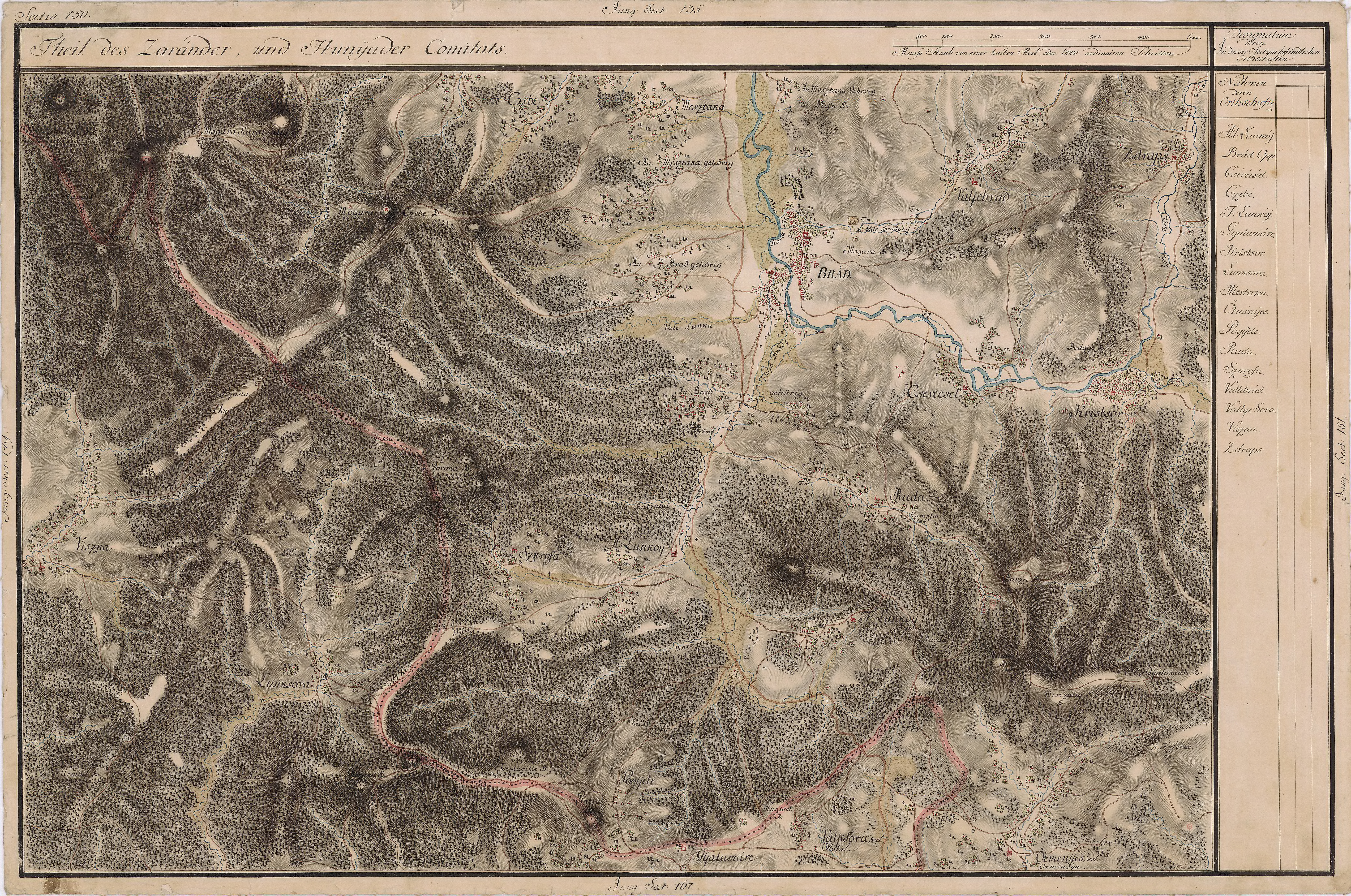
Cerecel egy régi térképen